# Indigofera scarciesii
Indigofera scarciesii är en ärtväxtart som beskrevs av Scott-elliot. Indigofera scarciesii ingår i släktet indigosläktet, och familjen ärtväxter. Inga underarter finns listade i Catalogue of Life.